# Ugovor o poklonu
Ugovor o poklonu je ugovor kojim jedan ugovornik (poklonodavac) prenosi ili se obavezuje da prenese na drugog ugovornika (poklonoprimca) pravo svojine određene stvari, odnosno drugo određeno pravo ili da mu, na račun svoje imovine, učini neku korist, i to sve bez odgovarajuće kamate.
Poklonom se smatra svako odricanje od prava, pa i odricanje od nasleđa u korist određenog naslednika, otpuštanje duga, ono što je ostavilac za života dao nasledniku na ime naslednog dela ili zbog osnivanja ili proširenja domaćinstva ili obavljanja zanimanja, kao i svako drugo besplatno raspolaganje.

### Bitni elementi ugovora
- Predmet poklona - Može biti stvar, određeno imovinsko pravo ili neka druga korist i on mora biti moguć, dopušten i određen, odnosno odrediv.[2] Kad je predmet ugovora nemoguć, nedopušten(protivan je prinudnim propisima, javnom poretku i dobrim običajima), neodređen ili neodrediv(ugovor ne sadrži podatke pomoću kojih se njegov predmet može odrediti), ugovor o poklonu je ništav.[3]

- Namera darežljivosti (animus donandi) - Predstavlja akt dobročinstva čije pravno ruho nužno zahteva da poklonodavac ispolji svest i nameru da bez odgovarajuće naknade prenese drugome pravo svojine neke stvari ili neko drugo imovinsko pravo ili izvesnu korist u iznetom smislu.[4] Namera darežljivosti mora nedvosmisleno da proizilazi iz sadržine ugovora.

### Vrste ugovora
- Poklon sa nalogom ili teretom - Ugovor o poklonu kojim poklonodavac stiče pravo da raskine ugovor ukoliko poklonoprimac ne izvrši određenu radnju u korist poklonodavca ili trećeg lica, odnosno ukoliko ne poštuje pravo koje je poklonodavac zadržao za sebe ili trećeg.[5] Nalog se može odnositi na neko činjenje ili nečinjenje u korist poklonodavca ili nekog trećeg.

- Mešovit poklon - Ugovor o poklonu u kome se ugovornici uzajamno obavezuju, ali tako da prestacija veže vrednosti predstavlja poklon za drugog ugovornika.[6] Poklon predstavlja samo ono što je izvan vrednosti prestacije drugog ugovornika.

- Uzajamni poklon - Ugovor o poklonu kojim stranke uslovljavaju njegovo pravno dejstvo, zaključivanjem drugog ugovora o poklonu sa obrnutim ulogama stranaka.[6] Ovde svaka stranka čini poklon onoj drugoj ali je kod svake od njih prisutna namera darežljivosti.

- Nagradni poklon - Ugovor o poklonu kod koga je namera darežljivosti zasnovana na određenoj radnji, zasluzi ili držanju poklonoprimca, pri čemu se poklon javlja kao priznanje ili nagrada.[7]

- Poklon zasnovan na moralnoj dužnosti - Ugovor o poklonu kod koga je namera darežljivosti proizišla iz određene moralne dužnosti. Ta moralna dužnost može biti vezana za srodnički, bračni, prijateljski ili neki drugi odnos.[8]

- Poklon u opštekorisne svrhe - Ugovor o poklonu kod koga je namera darežljivosti zasnovana na motivu postizanja opšte korisne svrhe.[8]

- Poklon za slučaj smrti - Ugovor o poklonu kod koga se predaja predmeta poklona odlaže do momenta smrti poklonodavca.[9]

### Pravne karakteristike ugovora
Ugovor o poklonu može biti:
- Imenovani - Poklon je imenovan ugovor, jer je njegov naziv određen propisima i pravnim pravilima koji su ga detaljno regulisali.

- Formalan - Ugovor o poklonu spada u realne, odnosno u formalne ugovore. Za nastanak ugovora nije dovoljna samo saglasnost volja ugovarača o njegovom predmetu, nego je potrebna još i predaja stvari koja se poklanja, ili da je saglasnost ugovornika stavljena u pisanu formu. Punovažan je i usmeni ugovor o poklonu pokretnih stvari pod uslovom da je stvar predata poklonoprimcu.

- Jednostrano obavezan - Na osnovu ugovora o poklonu, po pravilu, nastaju obaveze samo za poklonodavca.

- Dobročin - Označava da se ugovor zaključuje animus donandi, sa namerom poklonodavca da uveća imovinu poklonoprimca na račun svoje imovine. Poklonoprimac ne daje nikakvu naknadu poklonodavcu za ono što od njega dobija na osnovu ugovora o poklonu.

- Komutativan

- Ugovor sa trenutnim izvršenjem - Moguć je i sa trajnim izvršenjem

- Jednostavan - Ugovor koji ne sadrži elemente drugih ugovora, mada ni to nije isključeno

- Sa sporazumno određenom sadržinom

- Samostalan

- Intuitu personae - Najčešće nastaje između srodnika i drugih bliskih lica. Animus donandi usmeren je prema određenom licu, što je bitan sastojak ugovora.

### Obaveze poklonodavca
Poklon je jednostrano obavezan ugovor i zato se kod njega i javljaju samo obaveze poklonodavca. Ta pravna osobina proizilazi iz pojma ugovora o poklonu prema kome poklonodavac prenosi ili se obavezuje da prenese na poklonoprimca određeno imovinsko pravo ili kakvu korist, bez ikakve naknade. Poklonoprimac nema obaveze jer je reč o dobročinom ugovoru. Kod poklona sa nalogom ili teretom postoje izvesne dužnosti poklonoprimca ali one ovaj poklon ne čine dvostrano obaveznim i teretnim ugovorom. Poklonoprimac u skladu sa javnim poretkom i moralnim normama ispoljava zahvalnost poklonodavcu ali se ni to ne uzima kao ugovorna obaveza. Neke od obaveza poklonodavca su:
- Obaveza prenosa prava predajom stvari ili obećanjem predaje stvari - Ako se ugovor o poklonu posmatra kao realni ugovor, onda se on zaključuje tek predajom stvari. Ako se posmatra kao pismeni ugovor onda on nastaje zaključenjem ugovora po kome poklonodavac ima obavezu da preda stvar poklonoprimcu jer je to ugovorom obećao.

- Obaveza naknade štete - Pošto je poklon dobročin ugovor, poklonodavac ne odgovara za pravne i fizičke nedostatke na stvari. Ako su pravni ili fizički nedostaci na stvari prouzrokovali takvu štetu poklonoprimcu u vidu izdatka troškova i sl, poklonodavac je dužan da poklonoprimcu nadoknadi tu štetu.

### Raskid ugovora
Ugovor o poklonu je jednostrano obavezan dobročin ugovor, ali on je i dvostrani pravni posao. On se može raskinuti sporazumno ili jednostranim raskidom od strane poklonodavca. U slučaju jednostranog raskida ugovora mogu postojati sledeći razlozi:
- Nezahvalnost - Poklonoprimac duguje zahvalnost za naklonost poklonodavca. Ukoliko poklonoprimac izrazi nezahvalnost, novi zakoni tu nezahvalnost uzimaju kao razlog za raskid ugovora o poklonu.

- Osiromašenje poklonodavca - Osiromašenje je nedostatak nužnih sredstava za život. Mora postojati visok nivo osiromašenja, takvo, da dovodi u pitanje materijalnu egzistenciju poklonodavca i lica koje je dužan da izdržava.

- Razvod, poništenje braka - U slučaju razvoda, pravi se razlika između običnih i ostalih poklona. Obični pokloni se ne vraćaju, a ostali pokloni se mogu vratiti prema pravnim pravilima.

- Opoziv poklona od strane trećih lica

## Literatura
- Slobodan Perović, "Obligaciono pravo", prva knjiga; Beograd : Privredna štampa, 1980.

## Spoljašnje veze
- Primer ugovora o poklonu sa sajta besplatnapravnapomoc.rs